# 奥尔科特环形山
奥尔科特环形山（Olcott）是月球背面北半部一座相对年轻的大撞击坑，约形成于32-11亿年前的爱拉托逊纪，其名称取自美国法学家暨业余天文学家，变星观测者协会创始人威廉·泰勒·奥尔科特（William Tyler Olcott，1873年-1936年），1970年被国际天文学联合会批准接受。

## 描述

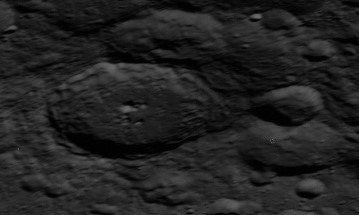
阿波罗14号拍摄的东向斜视图，中左是奥尔科特环形山，右边是卫星坑奥尔科特 M和奥尔科特 E。

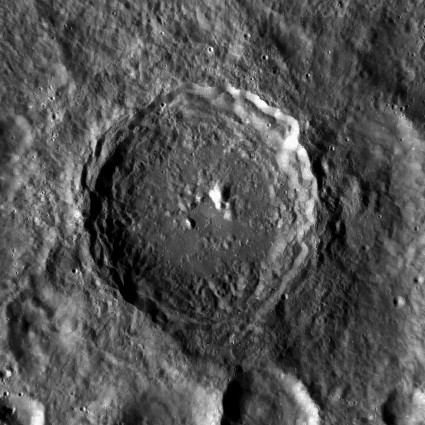
月球勘测轨道飞行器拍摄的图像

该陨坑西北偏北靠近赛弗特环形山及波尔祖诺夫环形山、东北毗邻梅格斯环形山、科斯京斯基环形山位于它的东南偏南、西南偏南则坐落了张衡环形山。该陨坑中心月面坐标为20°34′N 117°47′E / 20.57°N 117.79°E，直径79.94公里，深度约2.79公里。
奥尔科特环形山外观大致圆形，东北侧略微突出，但南侧边缘明显外凸，坑壁几乎未受到任何磨损。紧靠南侧外壁坐落了一对重叠的卫星坑奥尔科特 M和奥尔科特 L，其中较小的奥尔科特 L坐落在奥尔科特 M之上，而东侧壁则部分覆盖了卫星坑奥尔科特 E的西侧边缘。奥尔科特环形山的坑壁边缘清晰，内侧壁坡显示有一些阶地结构和坍塌的痕迹，在西、南二侧内壁上分布有无数条凿裂的狭谷。环形山坑壁最大高出周边地形1360多米，内部容积约有6100立方千米。坑内地表崎岖不平，分布有大量的山丘和小山岭，中心点东北交错着一群由钙长石（A）、含85-90%斜长石的辉长-苏长-橄长斜长岩（GNTA1）和含80-85%斜长石的辉长-苏长-橄长斜长岩（GNTA2）组成的中央峰。
奥尔科特环形山东南坑底表面及与之相邻的周边区域具有较暗的反照率。
该陨坑在1970年被国际天文学联合会更名前，曾被称作209号陨石坑。

## 卫星陨石坑
按惯例，最靠近奥尔科特环形山的卫星坑将在月图上以字母标注在该坑的中心点旁。

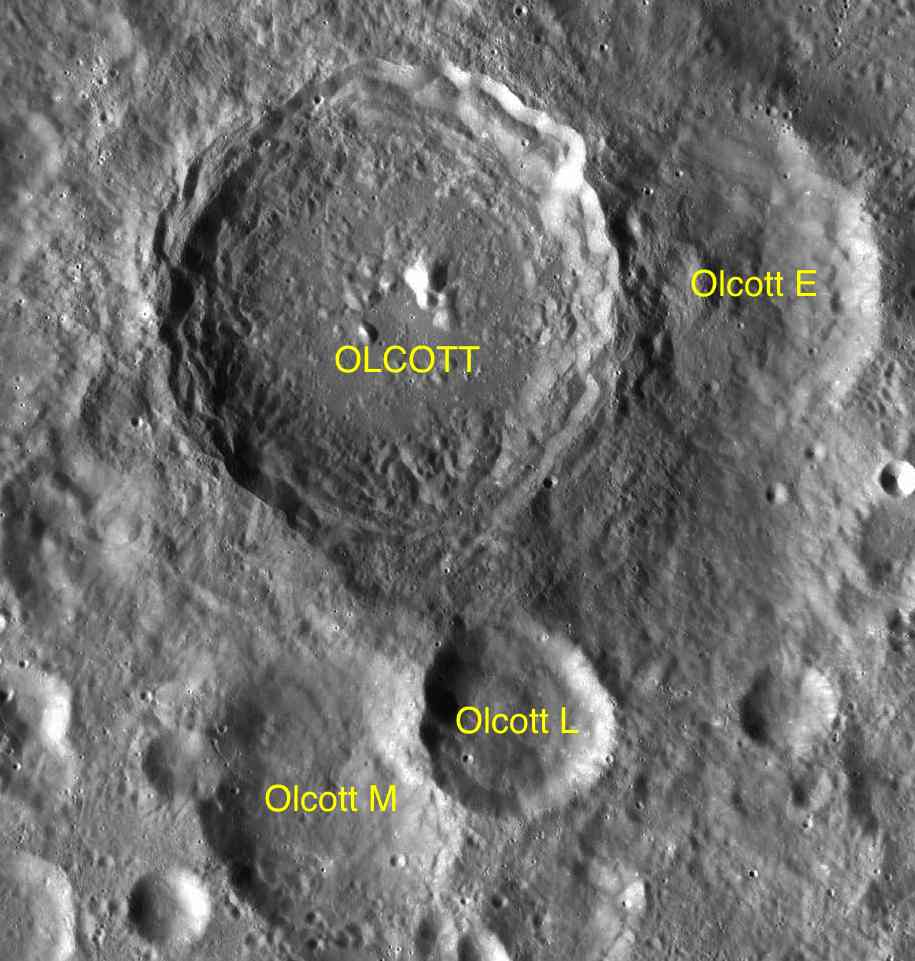
LAC-47 区域图

| 奥尔科特 | 纬度    | 经度     | 直径    |
| -------- | ------- | -------- | ------- |
| E        | 20.9° N | 119.8° E | 59 公里 |
| L        | 18.3° N | 118.6° E | 36 公里 |
| M        | 17.9° N | 117.6° E | 46 公里 |

- 卫星坑奥尔科特 E约形成于酒海纪[1]。

## 另请参阅
- Andersson, L. E.; Whitaker, E. A. . NASA RP-1097. 1982.
- Blue, Jennifer. . USGS. July 25, 2007  [2007-08-05]. （原始内容存档于2013-02-13）.
- Bussey, B.; Spudis, P. . New York: Cambridge University Press. 2004. ISBN 978-0-521-81528-4.
- Cocks, Elijah E.; Cocks, Josiah C. . Tudor Publishers. 1995. ISBN 978-0-936389-27-1.
- McDowell, Jonathan. . Jonathan's Space Report. July 15, 2007  [2007-10-24]. （原始内容存档于2018-12-25）.
- Menzel, D. H.; Minnaert, M.; Levin, B.; Dollfus, A.; Bell, B. . Space Science Reviews. 1971, 12 (2): 136–186. Bibcode:1971SSRv...12..136M. doi:10.1007/BF00171763.
- Moore, Patrick. . Sterling Publishing Co. 2001. ISBN 978-0-304-35469-6.
- Price, Fred W. . Cambridge University Press. 1988. ISBN 978-0-521-33500-3.
- Rükl, Antonín. . Kalmbach Books. 1990. ISBN 978-0-913135-17-4.
- Webb, Rev. T. W.  6th revised. Dover. 1962. ISBN 978-0-486-20917-3.
- Whitaker, Ewen A. . Cambridge University Press. 1999. ISBN 978-0-521-62248-6.
- Wlasuk, Peter T. . Springer. 2000. ISBN 978-1-85233-193-1.